# SS Laurentic (1908)
SS Laurentic byl britský zaoceánský parník společnosti White Star Line.
Společnost Dominion line provozovala na konci 19. a počátku 20. století linku Liverpool - Kanada. Jejich lodě ale byly zastaralé, proto si objednali u loděnic Harland & Wolff v Belfastu dva nové parníky, SS Alberta a SS Albany. Když byly dokončeny, převzala je White Star Line a začala s nimi provozovat linky do Kanady.
Alberta byla přejmenována na Laurentic a z Albany se stal Megantic. Ve své době to byly největší lodě na kanadské lince. Byly na nich prováděny zátěžové testy kvůli výběru strojů pro Olympic. Megantic měl 2 šrouby poháněné čtyřexpanzními motory zatímco Laurentic, který měl stejnou velikost a parní kotle, dostal 3 šrouby a nové, lepší motory.
Laurentic byl spuštěn roku 1908 a do služby na lince Liverpool - Montreal nastoupil 29. dubna 1909. To byla jediná linka, na které kdy sloužil. Laurentic proslul podílem na chycení vraha Hawleyho Crippena, kdy na něm šéfinspektor Walter Dew plul do Kanady, aby se tam dostal dříve, než vrah plující na SS Montrose.
Když začala válka, byl Laurentic v Montrealu, kde byl okamžitě povolán jako transportní loď pro kanadské průzkumné jednotky. Roku 1915 byl upraven na pomocný křižník. Laurentic najel na dvě miny u Lough Swilly na severu Irska 25. ledna 1917 a během hodiny se potopil. Jen 121 z 475 lidí na palubě přežilo.
Spolu s lidmi vezl i asi 35 tun zlata v prostoru pro zavazadla druhé třídy. V té době byla hodnota zlata asi 5 milionů liber, což je přibližně 250 milionů v roce 2007. Potápěči Royal Navy podnikli asi 5 000 ponorů k vraku v letech 1917 - 1924 a zachránili všechno, co se dalo, ale jen asi 1% zlata. Dnes se v jeho vraku nalézá už „jen“ 22 zlatých cihel, zbytek byl vytažen v průběhu dalších let. Zbytek cihel se nachází asi pod trupem lodi a šel by jen stěží vytáhnout.